# Карлос, Сильвио
Си́львио Ка́рлос де Оливе́йра (порт. Sílvio Carlos de Oliveira; 1 февраля 1985, Мандагуари, Бразилия), более известный как Си́львио Ка́рлос (порт. Sílvio Carlos) — бразильский футболист, нападающий швейцарского клуба «Виль».

## Карьера
Сильвио Карлос родился в Мандагуари и начал свою карьеру в команде «Сантос» в 2005 году, играя за молодежную команду. Не сумев закрепиться в стане «рыб», Сильвио отправился в Швейцарию, в клуб «Виль». После двух успешных сезонов привлек внимание более именитого швейцарского клуба, «Цюрих», и перешёл в него в 2008 году. Тем не менее, Карлос не сумел забить ни одного гола. Побывав в трёх арендах, в клубах: «Виль», «Лугано» и «Лозанна», в 2011 году игрок перешёл в немецкий клуб «Унион Берлин».